# Gryllus braueri
Gryllus braueri är en insektsart som först beskrevs av Heinrich Hugo Karny 1910.  Gryllus braueri ingår i släktet Gryllus och familjen syrsor. Inga underarter finns listade i Catalogue of Life.